# 海端郷

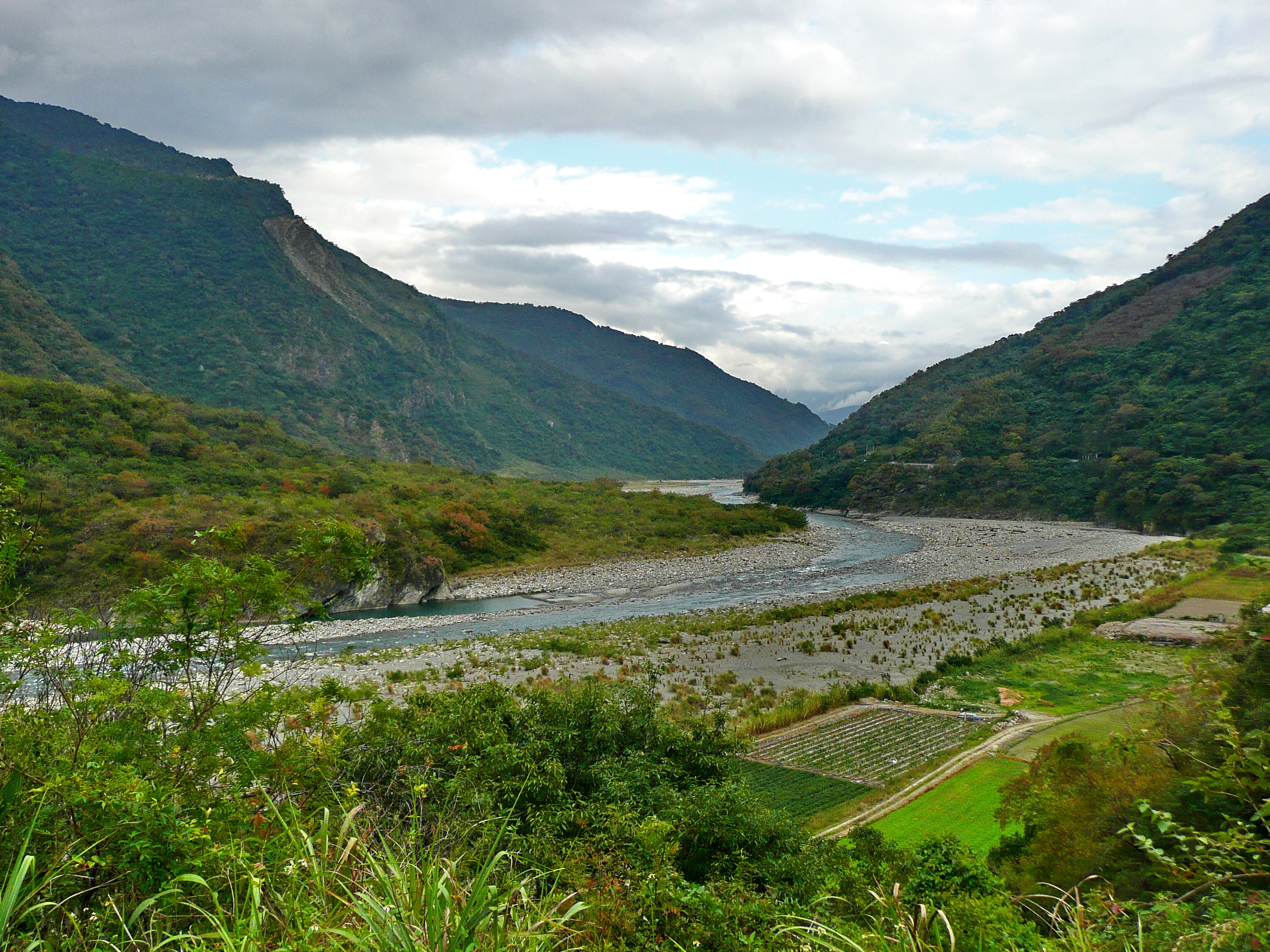
海端村内の新武呂渓

海端郷（ハイドゥアン/かいたん-きょう）は台湾台東県の郷。

## 地理
海端郷は台東県北西端に位置し、北は花蓮県卓渓郷と、東は池上郷、関山鎮と、西は高雄市桃源区と、南は延平郷とそれぞれ接し、県内最大の面積を有している。中央山脈に位置しているため高山深谷が多く、地勢は極めて起伏に富んでいる。郷内には新武呂渓、龍泉渓、加拿渓、崁頂渓等が流れている。住民は原住民であるブヌン族が多い。

## 歴史
海端郷は古くはブヌン族の活動範囲であり、「海端」の地名もブヌン語で「三面を山に囲まれた土地」を表す「ハイトトワン（Haitotowan）」に由来する。清代には新武洛、里壠山、丹那、大里渡社などが設けられ、日本統治時代になると台東庁関山郡の蕃地とされた。戦後初期は台東県里壠鎮（現在の関山鎮）の一部とされたが、1946年に「海端郷」が独立して設置され現在に至っている。

## 行政区
| 村                                             |
| ---------------------------------------------- |
| 海端村、広原村、利稲村、霧鹿村、崁頂村、加拿村 |

## 歴代郷長
| 代 | 氏名 | 任期 |
| -- | ---- | ---- |

## 教育

### 国民中学
- 台東県立海端国民中学

### 国民小学
| - 台東県立海端国民小学 - 台東県立広原国民小学 - 台東県立錦屏国民小学 | - 台東県立初来国民小学 - 台東県立初来国小 新武分校 - 台東県立崁頂樟原国民小学 | - 台東県立崁頂樟原国小 紅石分校 - 台東県立霧鹿国民小学 - 台東県立霧鹿国小 利稲分校 |

## 交通
台東線海端駅は隣接する関山鎮に属する。
| 種別 | 路線名称 | その他     |
| ---- | -------- | ---------- |
| 省道 | 台20線   | 南横公路   |
| 省道 | 台20甲線 | 初来－池上 |

## 観光
- 埡口風景区
- 天龍吊橋
- 利稲風景区
- 霧鹿峡谷
- 向陽瀑布（中国語版）
- 向陽国家森林遊楽区（中国語版）
- 海端郷ブヌン族文化館（中国語版）
- 龍泉瀑布（中国語版）
- 嘉明湖（中国語版）